# (172533) 2003 UO9
2003 يو أو 9 (ويعرف أيضًا باسم (172533) 2003 يو أو 9 وفق تسمية الكوكب الصغير) (بالإنجليزية: 2003 UO9)‏ هو كويكب ضمن حزام الكويكبات؛ وترتيبه 172533 من حيث الاكتشاف.
اكتُشف هذا الجُرم الفلكي بواسطة جيمس ويتني يونغ في 20 أكتوبر 2003.

## وصلات خارجية
- (172533) 2003 UO9 في قاعدة بيانات مختبر الدفع النفاث لأجرام النظام الشمسي الصغيرة

- الاكتشاف · مخطط المدار ·  العناصر المدارية · المعلمات المادية

- (172533) 2003 UO9 على موقع ويكي سكاي: DSS2, SDSS, GALEX, IRAS, Hydrogen α, X-Ray, Astrophoto, Sky Map, Articles and images